# Giải vô địch bóng đá Nam Mỹ 1929

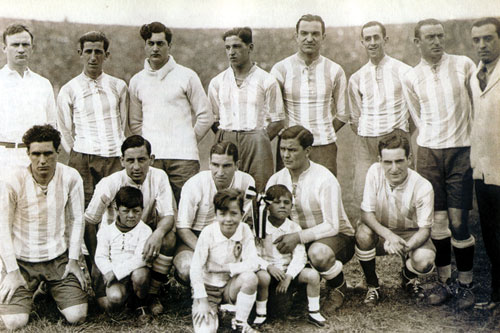
Đội tuyển Argentina, đội vô địch giải đấu.

Giải vô địch bóng đá Nam Mỹ 1929 là giải vô địch bóng đá Nam Mỹ lần thứ 12, diễn ra ở Buenos Aires, Argentina từ 1 đến 17 tháng 11 năm 1929. Giải đấu có 4 đội tuyển tham gia, đấu vòng tròn tính điểm để chọn ra nhà vô địch. Đương kim vô địch Argentina bảo vệ được chức vô địch sau khi vượt qua Paraguay ở lượt trận đấu cuối.

## Địa điểm
| Buenos Aires           | Buenos Aires                | Avellaneda           |
| ---------------------- | --------------------------- | -------------------- |
| Sân vận động Gasómetro | Sân vận động Alvear y Tagle | Sân vận động Độc lập |
| Sức chứa: 75.000       | Sức chứa: 40.000            | Sức chứa: 57.858     |
|                        |                             |                      |

## Kết quả
| Đội       | Tr | T | H | B | BT | BB | HS  | Đ |
| --------- | -- | - | - | - | -- | -- | --- | - |
| Argentina | 3  | 3 | 0 | 0 | 9  | 1  | +8  | 6 |
| Paraguay  | 3  | 2 | 0 | 1 | 9  | 4  | +5  | 4 |
| Uruguay   | 3  | 1 | 0 | 2 | 4  | 6  | −2  | 2 |
| Perú      | 3  | 0 | 0 | 3 | 1  | 12 | −11 | 0 |

## Trận đấu
| Uruguay | 0–3 | Paraguay                          |
| ------- | --- | --------------------------------- |
|         |     | González 16', 86' · Domínguez 55' |

| Argentina                      | 3–0 | Perú |
| ------------------------------ | --- | ---- |
| Peucelle 6' · Zumelzú 38', 58' |     |      |

| Argentina                                       | 4–1 | Paraguay      |
| ----------------------------------------------- | --- | ------------- |
| M. Evaristo 7' · Ferreira 24', 48' · Cherro 50' |     | Domínguez 56' |

| Perú        | 1–4 | Uruguay                               |
| ----------- | --- | ------------------------------------- |
| Lizarbe 81' |     | Fernández 21', 29', 43' · Andrade 69' |

| Paraguay                                           | 5–0 | Perú |
| -------------------------------------------------- | --- | ---- |
| Nessi 10' · González 55', 63', 69' · Domínguez 82' |     |      |

| Argentina                      | 2–0 | Uruguay |
| ------------------------------ | --- | ------- |
| Ferreira 14' · M. Evaristo 77' |     |         |

## Danh sách cầu thủ ghi bàn
5 bàn
- Aurelio González

3 bàn
| - Manuel Ferreira | - Diógenes Domínguez | - Lorenzo Fernández |

2 bàn
| - Mario Evaristo | - Adolfo Zumelzú |  |

1 bàn
| - Roberto Cherro - Carlos Peucelle | - Lino Nessi - Augustín Lizarbe | - José Andrade |